# Davilla sellowiana
Davilla sellowiana är en tvåhjärtbladig växtart som beskrevs av Schlecht.. Davilla sellowiana ingår i släktet Davilla, och familjen Dilleniaceae. Inga underarter finns listade i Catalogue of Life.